# Maxine Hong Kingston
Maxine Hong Kingston (en chino: 汤婷婷, nacida el 27 de octubre de 1940) es una novelista estadounidense de origen chino, autora y profesora emérita de la universidad de California en Berkeley, donde se graduó con una BA en inglés en 1962. Kingston ha escrito tres novelas y varias obras de no-ficción acerca de las experiencias de los inmigrantes chinos que viven en los Estados Unidos, contribuyendo al movimiento feminista, con obras como sus memorias The Woman Warrior; Memoirs of a Girlhood among Ghosts. El libro versa de las diferencias de género y origen étnico, y cómo estos conceptos afectan a la vida de las mujeres. Este trabajo le reportó el premio del Círculo de Críticos Nacional del Libro. También ganó un National Book Award en 1981 por otra obra, China Men.
Kingston ha recibido importantes críticas por reforzar estereotipos racistas en sus trabajos y por volver ficticias historias tradicionales chinas para hacer sus textos más atrayentes al público occidental. También ha recibido críticas de estudiosas asiáticas por su "exagerada representación de la opresión femenina hacia las mujeres asiático americanas".